# Гигрофиты

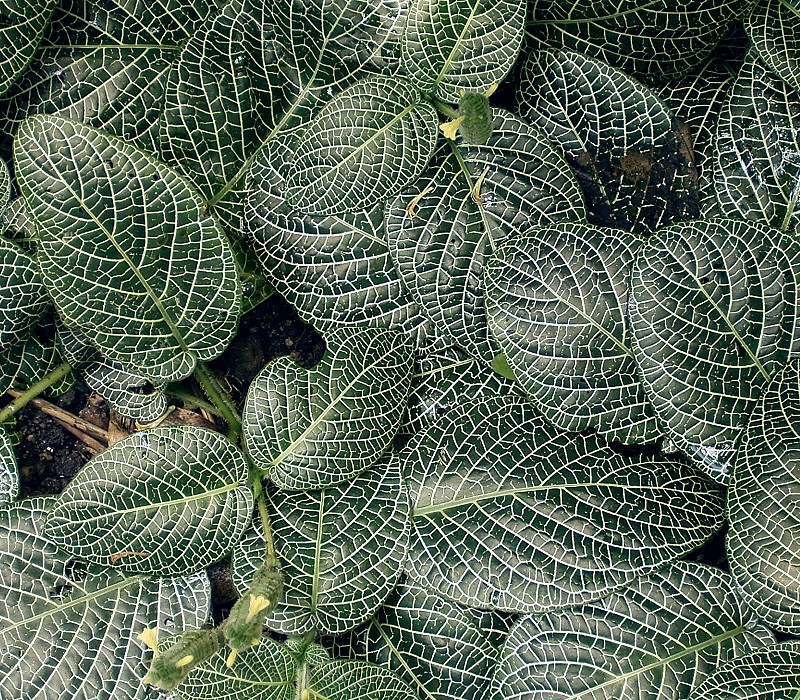
Фиттония беложильчатая относится к гигрофитам

Гигрофиты (от др.-греч. ὑγρός — влажный + φυτόν — растение) — растения, обитающие в местах с высокой влажностью воздуха и (или) почвы. Категория гигрофитов выделяется на основе особенностей физиологии и морфологии растений; наиболее характерный признак гигрофитов — отсутствие приспособлений, ограничивающих расходование влаги.
Гигрофиты, как правило, отличаются большими и тонкими листьями с незначительным поверхностным защитным слоем (кутикулой), что приводит к высокой кутикулярной транспирации; незначительным утолщением эпидермиса, слаборазвитой сеткой жилок; устьица у листьев крупные, но их удельное количество на единицу площади невелико. Часто листья на поверхности имеют волоски из живых клеток эпидермиса для увеличения площади листа. За счёт крупных устьиц растения достигают оптимального регулирования транспирации. Морфологической особенностью листьев гигрофитов является наличие специфических устьиц — гидатод, которые способны выделять влагу из листа в капельно-жидкой форме. Это необходимо растению для нормальной жизнедеятельности в условиях атмосферы, перенасыщенной водяными испарениями. Выделение капель воды из листа называется гуттацией.
Среди других морфологических особенностей гигрофитов — слаборазвитая корневая система, наличие длинных стеблей при неразвитости механических тканей, слабое одревеснение стенок сосудов. Подобные особенности приводят к увяданию даже при незначительной нехватке влаги.
Наиболее характерными гигрофитами являются травянистые растения влажных тропических лесов.
Болотные травянистые растения обычно также относят к гигрофитам, однако по ряду морфологических признаков они имеют отличия. В силу постоянного воздействия солнечного света и более сухой атмосферы у них наличествует более толстая кутикула, что приводит к уменьшению кутикулярной транспирации; а листья обычно толще и меньше. Иногда болотные растения выделяют в особую подгруппу — гелофиты (др.-греч. χέλος — болото).
К гигрофитам близки гидрофиты (водные растения, погружённые в воду нижней частью) и гидатофиты (водные растения, полностью или бо́льшей частью находящиеся в воде). Иногда в силу схожести морфологии и условий жизнеобитания все эти группы рассматривают как одну.